# Ait Ben Haddou
Ait Ben Haddou je ksar v jižním Maroku. Pro svoji jedinečnost, ucelenost a stupeň zachování byl Ait Ben Haddou v roce 1987 zapsán na seznam světového kulturního dědictví UNESCO. Rozprostírá se v údolí Ounila na jižním úpatí Vysokého Atlasu na stezce karavan mezi Saharou a městem Marrákeš.
Ksary jsou tradiční sídelní celky v regionu na pomezí Sahary sestávající ze skupiny hliněných staveb obkopených vysokými zdmi. Uvnitř obranných hradeb se nacházejí úzké uličky obytných domů, ale i náměstí a budovy veřejného charakteru. Některé z nich jsou skromné, jiné jsou menšími městskými pevnostmi s vlastními věžemi, jejichž horní část je bohatě zdobená uměleckými motivy vyskládaných z nepálených cihel.
Ait Ben Haddou byl vystavěn během 17. století, přestože stavební techniky mají starší kořeny. V současnosti uvnitř historické zástavby žije pouze několik rodin věnujících se turistickému ruchu.

## Fotogalerie

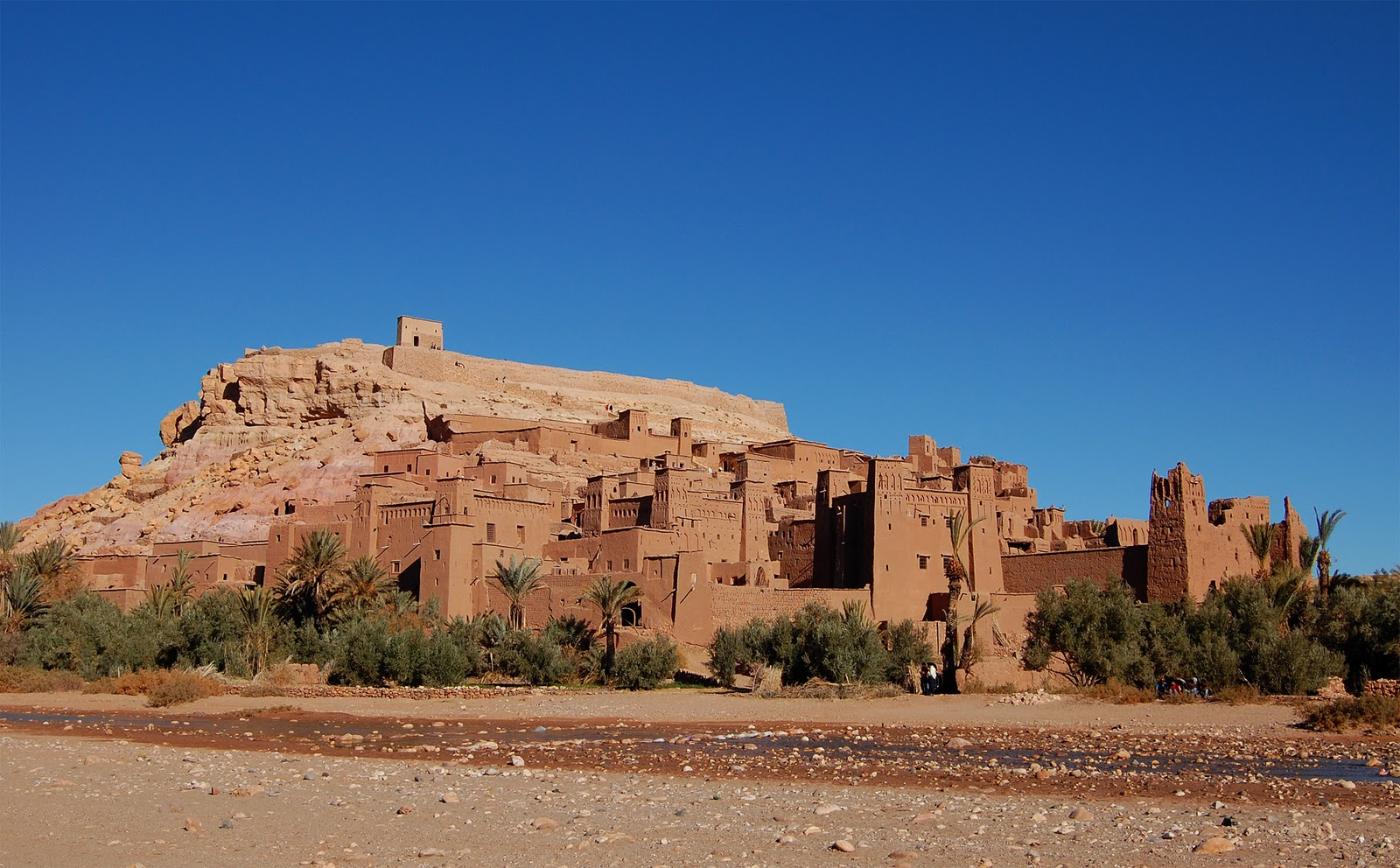
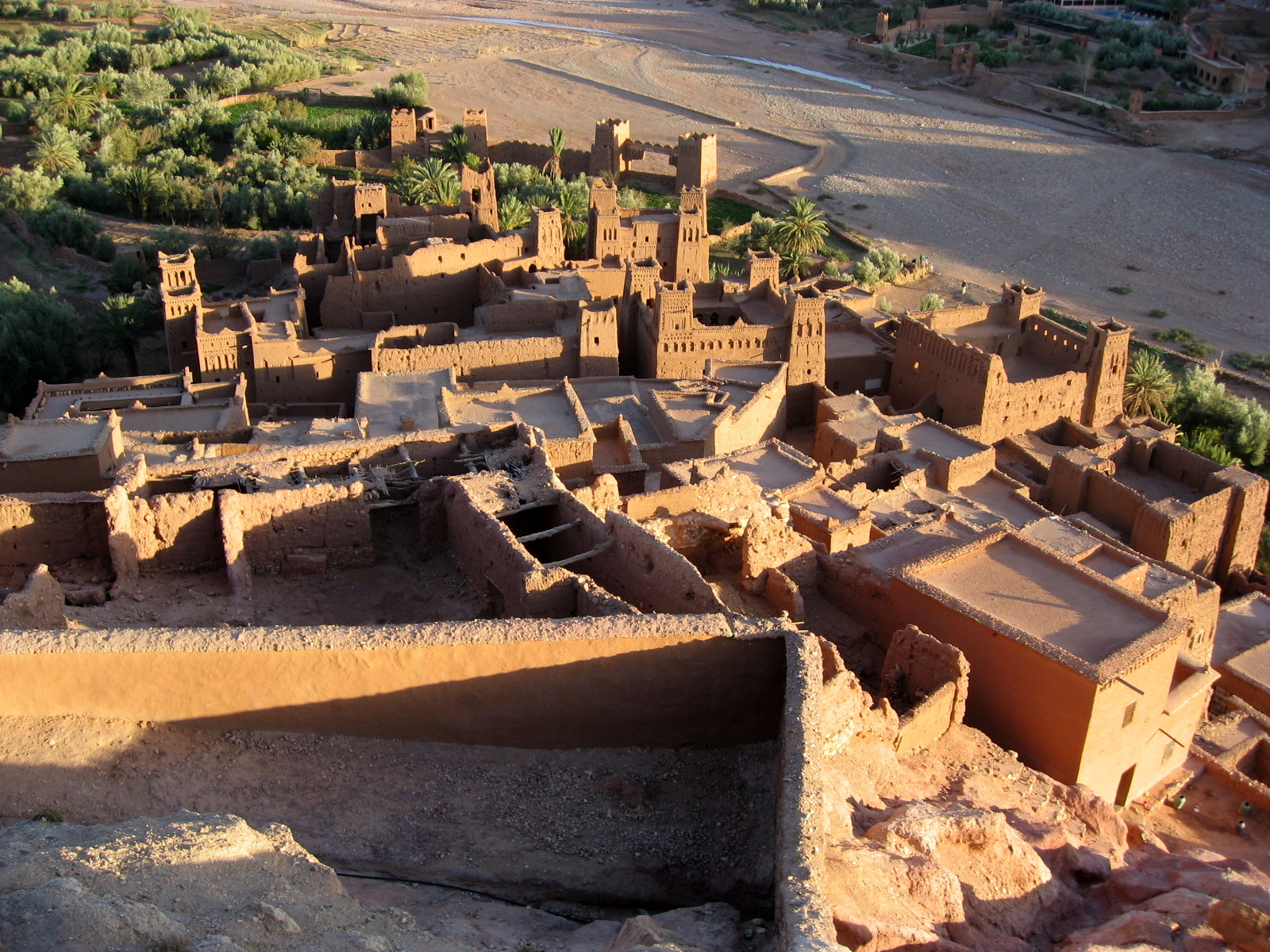
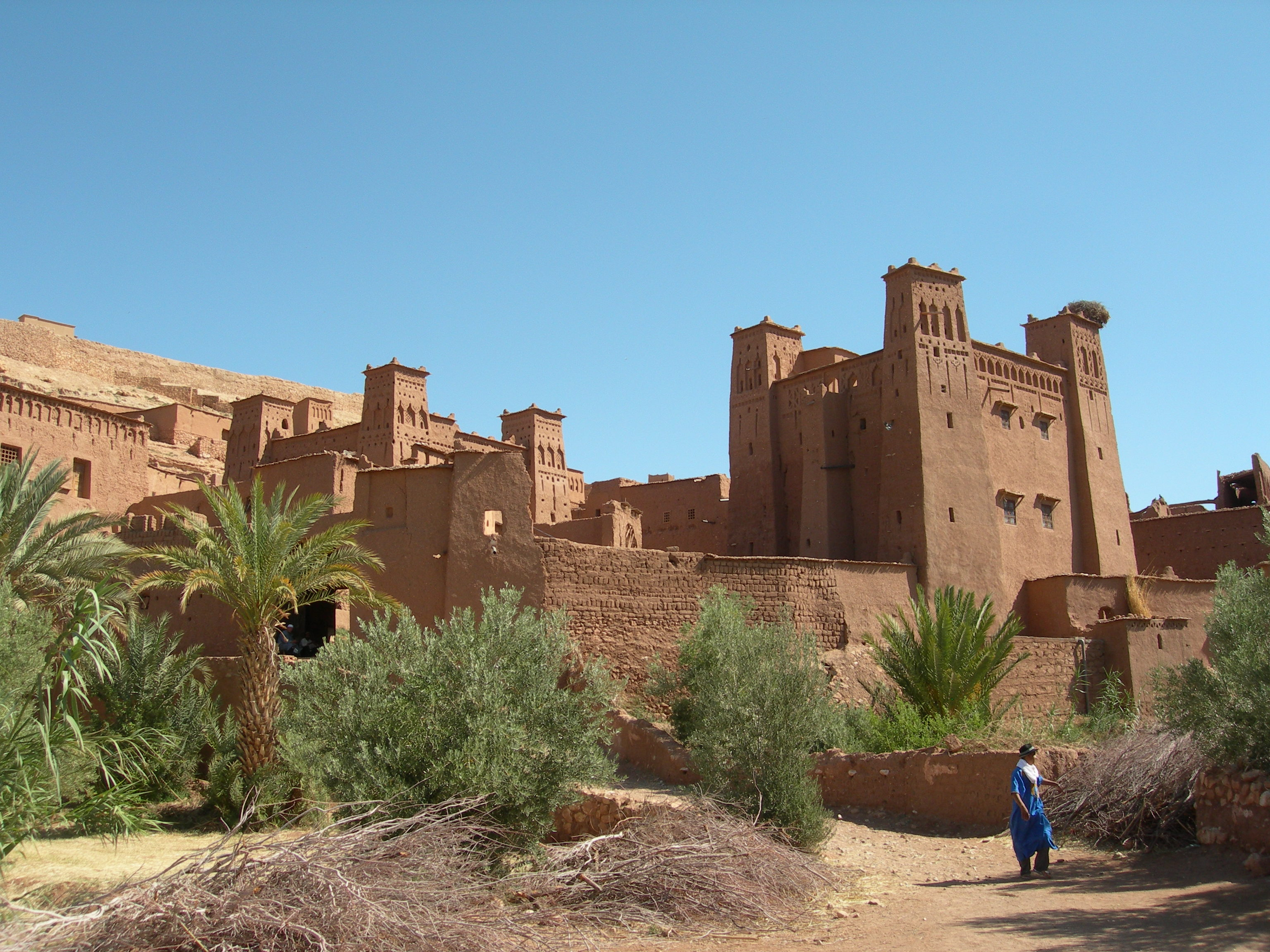
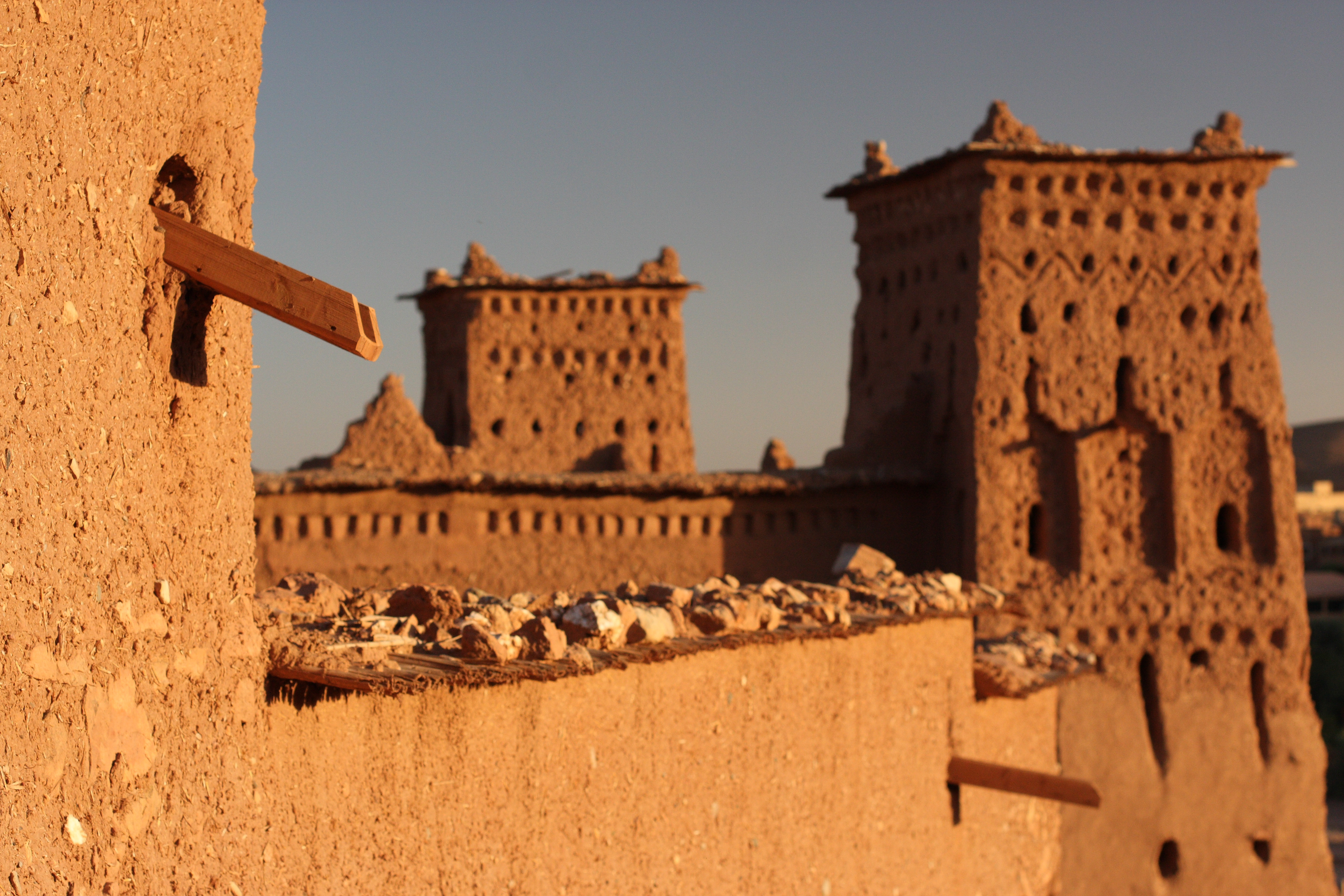